# WZXL
Koordinaten: 39° 7′ 28″ N, 74° 45′ 56″ W
WZXL oder WZXL-FM (Branding: „South Jerseys Rockstation“) ist ein US-amerikanischer Hörfunksender aus Wildwood im US-Bundesstaat New Jersey. WZXL sendet auf der UKW-Frequenz 100,7 MHz. Das Sendeformat ist ausgerichtet auf Rockmusik. Eigentümer und Betreiber ist die Equity Communications, l.P.